# Parafia Matki Bożej Częstochowskiej w Chmielu
Parafia Matki Bożej Częstochowskiej w Chmielu – parafię erygował 1 października 1929 r. bp Marian Fulman. Wcześniej miejscowość należała do parafii Krzczonów. Przez cały czas wchodzi w skład dekanatu Piaski. Równocześnie z powstaniem parafii założono tu cmentarz grzebalny. Do 1955 r. teren parafii zamieszkiwało ok. 60 mariawitów, którzy od 1929 r. posiadali również swoją świątynię. W latach 60. została przeniesiona do Giełczwi.
Archiwum parafialne jest prowadzone od 1929 r. i zawiera księgi metrykalne, protokoły wizytacji kanonicznych, kronikę par.
Miejscowości: Chmiel Pierwszy; Chmiel Drugi; Chmiel-Kolonia; Wolnica.